# Navadna gvereza
Navadna gvereza (znanstveno ime Colobus guereza), znana preprosto kot gvereza, (vzhodni črno-beli kolobus ali abesinski črno-beli kolobus, je črno-beli kolobus), vrsta opice Starega sveta. Domača je v večjem delu zahodne osrednje in vzhodne Afrike, vključno s Kamerunom, Ekvatorialno Gvinejo, Nigerijo, Etiopijo, Kenijo, Tanzanijo, Ugando in Čadom. Vrsta je sestavljena iz več podvrst, ki se razlikujejo po videzu. Ima značilen videz, na kar namiguje že njeno ime; dolga bela obrazna obroba, ki poteka vzdolž vsake strani njegovega črnega plašča in ima velik bel rep.
Svetovna zveza za varstvo narave (IUCN) je navadno gverezo uvrstila na seznam najmanj ogrožene vrste, ker je zelo razširjena. Čeprav je na nekaterih območjih lokalno ogrožena, pa upad ni dovolj velik, da bi jo uvrstili v višjo kategorijo ogroženosti. Vendar je ena podvrsta, najdena v Keniji, navedena kot ogrožena. Lahko dobro preživi v degradiranih gozdovih in na nekaterih območjih je pogostejša na posekanih območjih kot na neizsekanih. Navadno gverezo ogroža tudi lov na meso in kožo.

## Etimologija
Navadna gvereza ima veliko alternativnih običajnih imen, vključno  gvereza, vzhodni črno-beli kolobus ali abesinski črno-beli kolobusa. Ime guereza pa je domače ime opice v Etiopiji. Znanstveno ime Colobus izhaja iz grškega kolobus, kar pomeni "pohabljen", kar se nanaša na pomanjkanje palcev.

## Taksonomska klasifikacija
Navadno gverezo je prvi razvrstil Eduard Rüppell, nemški naravoslovec in raziskovalec, med svojim potovanjem v Abesinijo med letoma 1830 in 1834. O vrsti je pisal v Neue Wibelthiere con Abyssinien, Saengthiere leta 1835. V Evropi so jo prvič videli leta 1890 v berlinskem živalskem vrtu, ko so bili trije posamezniki kupljeni od trgovca iz Massawe v Eritreji.
Navadna gvereza je v poddružini Colobinae, skupina opic Starega sveta Azije in Afrike. Ta poddružina je razdeljena na tri skupine, afriške opice kolobuse, katerih del je navadna gvereza, langurje v Aziji in skupino "čudnih nosov". Afriške opice kolobusi se spet delijo po barvi, obnašanju in ekologiji. Trije rodovi so črno-beli kolobusi, rdeči kolobus in olivni kolobus. Obstajajo trije črno-beli kolobusi: navadna gvereza (Colobus guereza), kraljevi kolobus (C. polykomos) in angolski kolobus (C. angolensis). Groves navaja sedem podvrst navadne gvereze v Mammal Species of the World (MSW)  (2005). Veljavnost gvereza gore Djaffa (C. g. gallarum) je negotova, čeprav je Groves ni navedel v MSW, je priznana v njegovem preglednem dokumentu Colobinae iz leta 2007  in ocenjevalca Svetovne zveze za varstvo narave (IUCN) Gippolliti in Butynski leta 2008.
- Zahodna gvereza, Colobus guereza occidentalis, se pojavlja od vzhodne Nigerije, Kameruna in Gabona na robu njenega zahodnega območja do Južnega Sudana in Ugande, zahodno od Nila.
- Gvereza reke Omo ali abesinski črno-beli kolobus, C. g. guereza, ki jo najdemo v Etiopiji, v visokogorju zahodno od Velikega tektonskega jarka vse do dosega reke Avaš, reke Omo in v soteski Modrega Nila.
- Gvereza gorovja Djaffa ali Neumannov črno-beli kolobus, C. g. gallarum, najdemo jo v etiopskem višavju vzhodno od Velikega tektonskega jarka.
- Gvereza Dodinga Hills, C. g. dodingae, najdemo jo v gorovju Didinga v Južnem Sudanu.
- Mau Forest gvereza, C. g. matschiei, se pojavlja od zahodne Kenije in Ugande na jugu do severne Tanzanije.
- Mt Uaraguess gvereza ali Percivalov črno-beli kolobus, C. g. percivali, najdemo jo v pogorju Matthews v Keniji.
- Vzhodni črno-beli kolobus, C. g. kikuyuensis, se pojavlja v Keniji na robu Ngong gore Mount Kenye in v gorovju Aberdare.
- Kilimandžaro gvereza, C. g. caudatus, ki jo najdemo v Tanzaniji in Keniji v gozdovih, ki obkrožajo goro Kilimandžaro in goro Meru.

Morfološka razlika med podvrstami je najbolj izrazita med jugovzhodno Kilimandžaro gverezo, C. g. caudatus in zahodno gverezo, C. g. occidentalis. Vmesna podvrsta kaže postopno spremembo med obema.
- C. g. occidentalis v rezervatu za divje živali Semliki v Ugandi
- C. g. occidentalis z mladiči V rezervatu za divje živali Semliki v Ugandi
- C. g. matschiei z mladičem ob jezeru Naivasha v Keniji
- C. g. matschiei ob jezeru Naivasha v Keniji
- Samec C. g. guereza  v parku Amora Gedel v Etiopiji
- Samec C. g. guereza v parku Amora Gedel v Etiopiji
- Mlada samica C. g. guereza v parku Amora Gedel v Etiopiji

## Opis
Navadna gvereza ima značilno dlako, večinoma je črne barve, z dolgimi belimi obrobami svilnate dlake ob obrazu, ob straneh telesa in repa. Trakovi, ki sestavljajo ta okras, se začnejo pri ramenih in se raztezajo vzdolž hrbta, dokler se ne povežejo na spodnjem delu trupa. Rep je dolg in se konča z belim čopom, ki se razlikuje glede na to, koliko pokriva rep. Te značilnosti se med podvrstami razlikujejo po barvi, na primer rep C. g. guereza je siv do belega repnega šopka, ki pokriva polovico njegove dolžine, medtem ko je repni šop C. g. caudatus predstavlja 80 % repa. Barva okrasa se giblje od bele do smetanaste ali rumene. Njen obraz je uokvirjen z belimi dlakami in ima košate dlake na licih. Stegno ima belo črto.
Mladiči se rodijo z rožnato kožo in belimi dlakami. Dlaka in koža s staranjem potemnijo in v treh do štirih mesecih postanejo odrasli. Samci se običajno obarvajo pred samicami. Samec običajno tehta 9,3 do 13,5 kilograma, samica pa med 7,8 in 9,2 kilograma. Dolžina glave in telesa je v povprečju 61,5 cm pri samcih in 57,6 cm pri samicah. Kot večina kolobijev ima tudi gvereza majhen palec, ki je zakrnel ostanek. Med podvrstami obstaja spolni dimorfizem zob. Pri nekaterih imajo samci večje zobe kot samice, pri drugih velja ravno obratno, nekateri pa nimajo bistvene razlike.

## Razširjenost in habitat
Navadna gvereza je razširjena po vsej Ekvatorialni Afriki. Razteza se od Nigerije in Kameruna na zahodu do Etiopije, Kenije, Ugande in severne Tanzanije na vzhodu. Žvi tako v listnatih kot v zimzelenih gozdovih. Pretežno naseljuje gozdne in savanske gozdove, pogosto pa sega v visokogorske in alpske gozdove. Najdemo jo lahko v drugih gozdnih habitatih, tako primarnih kot sekundarnih, kot so obrežni (v bližini sladke ali bočate vode), galerijski in gorski gozdovi. Posebej pogosta je v gozdovih blizu rek in jezer ter na visokih nadmorskih višinah. Najdemo jo na nadmorski višini do 3300 metrov. Ta vrsta ima raje sekundarne gozdove in jih izbere namesto starih gozdov, če ima možnost izbire. Verjetno je, da ima navadna gvereza te gozdove raje zaradi povečanega števila prehranskih dreves in šibkejše kemične obrambe vrste v njej. Navadno gverezo včasih najdemo v močvirjih, pa tudi v habitatih, ki jih je ustvaril človek, kot so nasadi evkalipta, ki so lahko obiskani, če ima opica pomanjkanje hranil.

## Ekologija
Navadna gvereza živi predvsem na drevesih, vendar se včasih spusti na tla, da bi si nabrala hrano in se premikala, morda bolj kot večina drugih kolobinov. Je dnevna in počiva do polovice dneva. Iskanje hrane ali potovanje sta naslednja najpogostejša dejavnost. Nekaj po zori skupine gverez zapustijo svoja spalna drevesa in se ob mraku vrnejo k njim. Čez dan ima navadna gvereza dolga obdobja počitka med obdobji premikanja in hranjenja. Druge dejavnosti, vključno z negovanjem, pozdravljanjem, igranjem in budnostjo, se izvajajo v manjšem obsegu.
Kljub temu, da slovi kot izključni listjejedec, navadna gvereza ni obvezno folivora. Čeprav jedo predvsem liste in sadje, je njihova prehrana precej različna. Lahko jedo lubje, les, semena, cvetove, peclje, liane, vodne rastline, členonožce, zemljo in celo beton iz zgradb. Količina posameznega živila v prehrani se razlikuje glede na območje in letni čas. Prehranski dejavniki, kot so beljakovine, tanini in ravni natrija v listih, vplivajo na izbiro hrane. Lahko celo občasno potuje na daljše razdalje, da bi dosegla rastline z višjo stopnjo prehrane. Listi običajno predstavljajo več kot polovico njene prehrane, čeprav  sadja občasno zaužije več, odvisno od sezone. Ko išče listje, ima navadna gvereza raje mlade kot stare. Mesnate plodove raje poje nezrele, kar lahko zmanjša konkurenco s primati, ki jedo zrele sadeže. Zaužije številne rastlinske vrste, vendar le nekatere predstavljajo večino njene prehrane na določenem mestu.
Kot vsi kolobiji je tudi gvereza sposobna prebaviti liste in druga rastlinska vlakna z velikim želodcem z več komorami, ki vsebuje bakterije na določenih območjih. Kot večina kolobinov ima raje živila z visoko vsebnostjo vlaknin, ki jih je mogoče enostavno ekstrahirati s specializiranim želodcem. Navadno gverezo večinoma pleni kronani orel-jastreb (Stephanoaetus coronatus), jedo pa jo tudi druge ptice ujede, kot je kafrski ali Verreauxov orel (Aquila verreauxii). Znano je, da navadni šimpanz lovi gverezo. Leopard je še en možen plenilec.

## Vedenje

### Socialna struktura
Navadna gvereza živi v stabilnih družbenih skupinah, ki običajno vsebujejo od tri do petnajst članov. Skupine običajno vsebujejo enega samca, več samic in mladiče. V nekaterih populacijah so pogoste skupine, ki vsebujejo več samcev. V skupinah z več samci so ti ponavadi agresivni drug do drugega, pri čemer je eden prevladujoč. Nekateri samci so lahko izključeni iz teh skupin. Skupine več samcev lahko vsebujejo pare oče-sin ali nepovezane osebke. Samci, ki niso del skupin, živijo sami ali z drugimi zunanjimi samci v samskih skupinah. Samice ohranjajo skupine povezane in so matrilinerno povezane. Redko se razidejo iz svojih natalnih skupin, razen če te razpadejo. Po drugi strani pa samci običajno odidejo, ko postanejo pododrasli ali odrasli. Lahko začnejo biti sami in ali v samskih skupinah. Vstopijo v družbeno skupino bodisi tako, da so na periferiji ali izpodrinejo moškega iz skupine.
Zaradi svoje nizkokakovostne prehrane in razpršene distribucije hrane ima navadna gvereza rezidenčno-egalitarno družbeno strukturo. Samice, ki živijo v skupini, imajo pogosto egalitarni prevladujoči slog brez formaliziranih razmerij v rangu. Odnosi so sproščeni in prijateljski z redkimi znaki prevlade ali podrejenosti. Fizična agresija znotraj skupine običajno ni škodljiva in le redko preraste v konflikt. Vzgojiteljstvo je pomemben del interakcij z navadno geerezo in se večinoma pojavlja med samicami. Odrasli samci se redko negujejo v skupinah. Čeprav niso strogo teritorialne, so lahko skupine gverez agresivne druga do druge. V nekaterih populacijah lahko skupine branijo osrednja območja (ki obstajajo kot majhen del domačega območja), vire in partnerje. Med srečanji med skupinami se samci lahko vključijo v neposredno ali posredno obrambo partnerja, kot je obramba samic. V agonističnih medskupinskih srečanjih sodelujejo samci, lahko pa to storijo tudi samice. Agresivna srečanja med skupinami običajno vključujejo preganjanje, razkazovanje in vokalizacije namesto fizičnega stika.

### Razmnoževanje in starševstvo
Navadna gvereza ima poliginozni sistem parjenja, ki temelji na haremu. Nagovarjanje za parjenje dajejo tako samci kot samice, polovico časa vsak. Da bi spodbudila parjenje, se bo gvereza sprehajala blizu svojega potencialnega partnerja in z usti nizko intenzivno klikala ali trkala. Med parjenjem se samci držijo za gležnje in telo samice. Večina parjenja poteka med posamezniki iste skupine, vendar so bile zabeležene paritve zunaj skupine. V skupinah z več samci se lahko več kot en samec pari s samicami. Brejost traja 158 dni s 16–22-mesečnim intervalom med rojstvom. Novorojena gvereza se zanaša na svojo mamo kot podporo in se je mora oprijeti. Ko odrastejo, se lahko mladiči premikajo sami, vendar se vedno znova vračajo k materam. Največ pozornosti v skupinah prevzamejo mladiči. Druge samice v skupini se lahko ukvarjajo z njimi, čeprav se slednji počutijo udobno le s svojimi materami. Samci običajno ne posvečajo veliko pozornosti mladičem, dokler niso stari štiri do pet tednov. Lahko jedo trdno hrano pri približno osmih do devetih tednih, v petdesetih tednih pa so popolnoma odstavljeni in jim ni treba več držati mater. 

### Sporazumevanje
Najpomembnejša vokalizacija navadne gvereze je "tuljenje", ki ga v glavnem ponoči ali zori izvajajo samci. Zvok ropota se lahko prenaša do enega kilometra. Običajno je prevladujoči samec tisti, ki rjove, ko je v skupini več samcev. Tuljenje se uporablja za komunikacijo na dolge razdalje in lahko uravnava razmik med skupinami brez neposrednega fizičnega stika med iskanjem hrane. Ko začne en samec tuliti, bodo začeli tuliti tudi sosednji samci. Pogosto se bo navadna gvereza odzvala na klice ne glede na "identiteto klicatelja", pri čemer se bo bolj osredotočila na skupne vokalne prikaze in ne na poznavanje klicatelja. Obstajajo razlike v oglašanju samcev, ki bi lahko signalizirali status njihove skupine in borbene sposobnosti. S tuljenjem lahko samec oglašuje svojo telesno velikost; tako dejansko kot pretirano. Narejene so tudi druge vokalizacije. Samci lahko smrčijo, morda kot alarm. Pred skupinskimi gibi lahko »predejo«. Samice in mladiči lahko »krakajo«, ko so v blagi stiski. Ko so v resnejši stiski, na primer, če je mladič v nevarnosti, bodo samice in pododrasle osebe škripale ali kričale. »Klikanje z jezikom« se pojavi med blago agresijo. Poleg vokalizacij, gvereza komunicira z več različnimi telesnimi položaji in gibi, s prikazovanjem obrobnega krzna, mimike in dotikov.

## Status zaščite
Ker lahko živi tako v suhih kot v galerijskih gozdovih in se giblje po tleh, je navadna gvereza manj ogrožena kot številne druge vrste kolobinov. IUCN jo navaja kot najmanj ogrožene, ker »čeprav je lokalno ogrožena v delih svojega območja razširjenosti, se ne domneva, da ta razširjena vrsta propada dovolj hitro, da bi jo uvrstili v višjo kategorijo grožnje.« Vendar pa so nekatere od podvrst. razvrščene v različne kategorije. C. g. percivali je zaradi majhnega obsega in nevarnosti lova na seznamu ogroženih,  medtem ko so  C. g. dodingae, C. g. gallarum in C. g. matschiei vse navedene kot pomanjkljivi podatki.
C. g. dodingae ni bila posneta od 1960-ih. Za razliko od večine drugih vrst primatov lahko navadna gvereza preživi degradacijo habitata in lahko celo uspeva v degradiranih gozdovih. Včasih lahko sečnja poveča število prednostnih dreves za hrano za navadno gverezo in je na posekanih območjih več kot na neizsekanih. Vendar popolna poseka gozdov povzroči dramatično zmanjšanje števila. V Ugandi so popolne poseke gozdov povzročile 50 % upad v osmih letih. Navadno gverezo ogroža tudi lov na meso in njeno kožo. Meso se prodaja za 4–9 USD. Kože so bile prodane za modo ali v turistično trgovino.